# Mainfränkisches Jahrbuch für Geschichte und Kunst
Mainfränkisches Jahrbuch für Geschichte und Kunst (Kurztitel Mainfränkisches Jahrbuch) ist der Name einer geisteswissenschaftlichen und heimatkundlichen Publikationsreihe, die seit 1949 von den in Würzburg ansässigen Freunden für Mainfränkische Geschichte und Kunst e. V. herausgegeben wird. Sie ging aus der älteren Reihe Archiv des Historischen Vereins für Unterfranken und Aschaffenburg hervor, die erstmals 1847 erschien. 

## Geschichte
Der erste Band des Mainfränkischen Jahrbuchs für Geschichte und Kunst wurde im Jahr 1949 veröffentlicht. Die Freunde Mainfränkischer Geschichte und Kunst e. V. hatten sich ein Jahr zuvor gegründet. Hervorgegangen waren sie aus drei älteren Vereinen, die sich mit der unterfränkischen Geschichte und Kunstgeschichte beschäftigten. Die Reihe wurde als Nachfolgepublikation der bereits im 19. Jahrhundert erstmals erschienenen Zeitschrift „Archiv des Historischen Vereins für Unterfranken und Aschaffenburg“ verstanden, deren Zählung bis heute weitergeführt wird. Die Initiatoren hinter der Fusion waren der Leiter des Mainfränkischen Museums, Max Hermann von Freeden und Friedrich Woesch. Max Hermann von Freeden ist auch als Herausgeber des ersten Bandes anzusprechen, der als Organ für die Vereinsarbeit vorgesehen war.
Zu den Autoren des ersten Bandes gehören außerdem weitere Persönlichkeiten aus der unterfränkischen Kulturszene, so steuerten unter anderem der Historiker Wilhelm Engel, der Kunsthistoriker Karl-Heinz Wirsing, der Architekt Paul Heinrich Otte und der Benediktinerpater Rainer Kengel einen Aufsatz bei. Daneben wurden Buchbesprechungen, ein Vereinsbericht und ein Mitgliederverzeichnis aufgenommen. Aktueller Vorsitzender des Vereins ist der Würzburger Universitätshistoriker Matthias Stickler.

## Überblick
Seit 1949 sind insgesamt 76 Bände (Stand: 2025) erschienen. Die Bände differenzieren zwischen längeren Abhandlungen und dem kürzeren Format der Beiträge. Zu den Autoren des Mainfränkischen Jahrbuchs zählen der Arzt und Heimatforscher Walter Michael Brod, der Archivar Karl Dinklage, der Direktor des Mainfränkischen Museums Hans-Peter Trenschel, sein Nachfolger Erich Schneider und der Kunsthistoriker Stefan Kummer. 